# Grancey-le-Château-Neuvelle
Pour les articles homonymes, voir Grancey.
Grancey-le-Château-Neuvelle est une commune française située dans le département de la Côte-d'Or, en région Bourgogne-Franche-Comté. 

## Géographie

### Hydrographie
Les ruisseaux Prévetat, de la Prée et des Tilles sont les principaux cours d'eau parcourant la commune.

### Climat
Pour des articles plus généraux, voir Climat de la Bourgogne-Franche-Comté et Climat de la Côte-d'Or.
En 2010, le climat de la commune est de type climat des marges montargnardes, selon une étude du Centre national de la recherche scientifique s'appuyant sur une série de données couvrant la période 1971-2000. En 2020, Météo-France publie une typologie des climats de la France métropolitaine dans laquelle la commune est exposée à un climat océanique altéré et est dans la région climatique Lorraine, plateau de Langres, Morvan, caractérisée par un hiver rude (1,5 °C), des vents modérés et des brouillards fréquents en automne et hiver.
Pour la période 1971-2000, la température annuelle moyenne est de 9,9 °C, avec une amplitude thermique annuelle de 16,8 °C. Le cumul annuel moyen de précipitations est de 950 mm, avec 12,6 jours de précipitations en janvier et 8,8 jours en juillet. Pour la période 1991-2020, la température moyenne annuelle observée sur la station météorologique de Météo-France la plus proche, « Bure Les Templiers_sapc », sur la commune de Bure-les-Templiers à 12 km à vol d'oiseau, est de 10,7 °C et le cumul annuel moyen de précipitations est de 898,2 mm,. Pour l'avenir, les paramètres climatiques de la commune estimés pour 2050 selon différents scénarios d'émission de gaz à effet de serre sont consultables sur un site dédié publié par Météo-France en novembre 2022.

## Urbanisme

### Typologie
Au 1er janvier 2024, Grancey-le-Château-Neuvelle est catégorisée commune rurale à habitat dispersé, selon la nouvelle grille communale de densité à 7 niveaux définie par l'Insee en 2022.
Elle est située hors unité urbaine. Par ailleurs la commune fait partie de l'aire d'attraction de Dijon, dont elle est une commune de la couronne,. Cette aire, qui regroupe 333 communes, est catégorisée dans les aires de 200 000 à moins de 700 000 habitants,.

### Occupation des sols
L'occupation des sols de la commune, telle qu'elle ressort de la base de données européenne d’occupation biophysique des sols Corine Land Cover (CLC), est marquée par l'importance des forêts et milieux semi-naturels (51,4 % en 2018), une proportion identique à celle de 1990 (51,4 %). La répartition détaillée en 2018 est la suivante : forêts (51,4 %), terres arables (34,5 %), prairies (11,8 %), zones agricoles hétérogènes (1,4 %), zones urbanisées (1 %). L'évolution de l’occupation des sols de la commune et de ses infrastructures peut être observée sur les différentes représentations cartographiques du territoire : la carte de Cassini (XVIIIe siècle), la carte d'état-major (1820-1866) et les cartes ou photos aériennes de l'IGN pour la période actuelle (1950 à aujourd'hui).

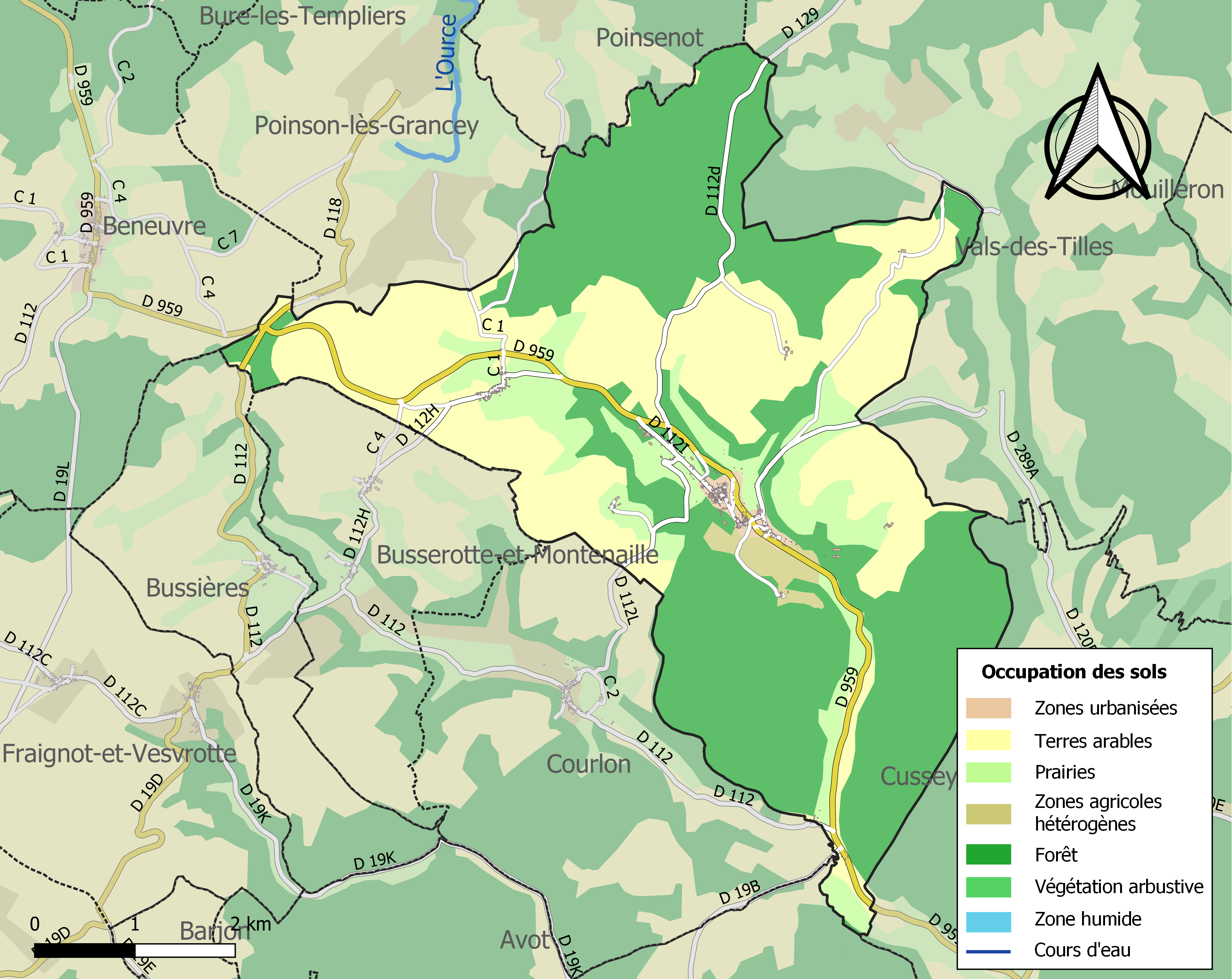
Carte des infrastructures et de l'occupation des sols de la commune en 2018 (CLC).

### Village rattaché
Neuvelle-lès-Grancey.

### Les fermes des écarts
- Borgirault, Brot, Jeu, Pavillon et Renille.

## Toponymie
Grancey vient de «Grav-Ent-Iacu», soit le « lieu pierreux ».[réf. nécessaire]

## Histoire
La première trace provient des Acta Sanctorum et concerne saint Urbain, évêque de Langres vers l'an 374, qui nous rappelle que Colmier, son village d'origine, se situe à proximité de Grancey.[réf. nécessaire]

### Le château
Le premier château-fort en bois fut édifié vers 1038 par Guy de Grancey : c'est la première fois qu'apparaît le nom des seigneurs de Grancey. Ceux-ci étaient très puissants tant au service de la cour des Rois de France qu'à celle des Ducs de Bourgogne. Grancey était située à l'époque en France (Champagne) à la limite de la Bourgogne.
- en 1112 : lors de ce siège mené par les Bourguignons, Bernard de Clairvaux aurait eu la révélation de sa vocation, alors qu'il venait rendre visite à ses frères qui participaient au blocus ;
- au XVe siècle, Guillaume de Châteauvillain est seigneur de Grancey. Le roi de France est Charles VII et Philippe le Bon est duc de Bourgogne. Ce dernier, après l'assassinat de son père Jean Ier de Bourgogne va s'allier aux Anglais et reconnaitre Henri V comme héritier du trône de France. Guillaume de Châteauvillain possède la moitié de ses terres en Bourgogne mais va rester fidèle à Charles VII. En 1433, il ravage Is-sur-Tille et l'année suivante détruit l'abbaye de Theuley fondée par les Vergy. Devant ces actes, le duc de Bourgogne lève une armée pour marcher sur Grancey, cette armée est menée par Jean IV de Vergy. En mai 1434, après avoir ravagé nombre de villages sur son passage, dont Chalancey, la troupe ducale assiège Grancey et le 15 août 1434, Grancey ouvre ses portes aux Bourguignons. Le Duché de Bourgogne demande alors le démantèlement de la place forte : le donjon, les remparts du château et du village sont arasés et ne seront jamais reconstruits. Grancey, du fait de sa position naturelle, n'en garde pas moins l'allure d'une forteresse ;* * en 1472 par les Français qui après quelques jours brûlèrent la place ;
- en 1477, après la mort de Charles le Téméraire, le roi Louis XI réunit la Bourgogne à la France mettant ainsi fin aux conflits.

Après la démolition partielle de la forteresse, c'est un manoir de style Renaissance qui est érigé, il en reste quelques vestiges englobés dans la construction actuelle. Puis lui succèdera un premier château classique à la fin du XVIIe siècle. Il sera démoli au XVIIIe siècle par la famille Rouxel de Médavy pour permettre la construction du château tel qu'on peut le voir depuis. Enfin, à l'initiative de son propriétaire actuel, le baron Jacques de Mandat Grancey, le château et ses remparts font, depuis 1960, l'objet d'une restauration continue[réf. nécessaire].

### Seigneurie
Un sire de Grancey est templier à la commanderie de Bure-les-Templiers en 1297, ce sont eux[Qui ?] qui protègent et ont la garde de cette maison.
Ils donneront naissance à une puissante lignée dont la branche ainée s'éteindra à la fin du XIVe siècle. Par héritages successifs, la seigneurie passera alors dans les familles de Châteauvillain, la Baume Montrevel, Hautemer de Fervaques, Rouxel de Médavy, de Tourny, et, enfin, à la famille de Mandat dont la première apparition remonte à 1786. Érigée en duché-pairie de 1611 à 1613, elle connut trois maréchaux de France (Guillaume de Hautemer, Jacques Rouxel de Médavy et Jacques Eleonor Rouxel de Médavy). Aujourd'hui, le château appartient à Jacques de Mandat Grancey.[réf. nécessaire]

### Passé ferroviaire du village
|  |  |  |

De 1882 au 2 mars 1969, la commune a été traversée par la ligne de chemin de fer de Troyes à Gray, qui, venant de la gare de Poinson-Beneuvre suivait le cours de La Tille, passait au sud du village, s'arrêtait à la gare située au lieu-dit  Le Pavillon et ensuite se dirigeait vers la gare de Marey-sur-Tille.

L'horaire ci-dessus montre qu'en 1914, 4 trains s'arrêtaient chaque jour à la gare dans le sens Troyes-Gray et 4 autres dans l'autre sens.

À une époque où le chemin de fer était le moyen de déplacement le plus pratique, cette ligne connaissait un important trafic de passagers et de marchandises.
	
À partir de 1950, avec l'amélioration des routes et le développement du transport automobile, le trafic ferroviaire a périclité et la ligne a été fermée le 2 mars 1969 au trafic voyageurs. La ligne, encore en place, est utilisée épisodiquement pour un service de maintenance.

## Politique et administration

### Jumelages
- Niederkirchen (Allemagne)

## Démographie
Comme dans la plupart des villages, la baisse de population s'amorce après 1851 avec l'industrialisation. L'augmentation de 1881 est temporaire, elle est due à l'apport d'ouvriers travaillant à la construction de la voie ferrée reliant Dijon à Langres et Châtillon. Après l'ouverture de cette voie le nombre d'habitants ne cessera de chuter pour se stabiliser autour de 300. 

L'évolution du nombre d'habitants est connue à travers les recensements de la population effectués dans la commune depuis 1793. Pour les communes de moins de 10 000 habitants, une enquête de recensement portant sur toute la population est réalisée tous les cinq ans, les populations de référence des années intermédiaires étant quant à elles estimées par interpolation ou extrapolation. Pour la commune, le premier recensement exhaustif entrant dans le cadre du nouveau dispositif a été réalisé en 2004.

En 2022, la commune comptait 262 habitants, en évolution de +4,38 % par rapport à 2016 (Côte-d'Or : +0,82 %, France hors Mayotte : +2,11 %).
| 1793 | 1800 | 1806 | 1821 | 1831 | 1836 | 1841 | 1846 | 1851 |
| ---- | ---- | ---- | ---- | ---- | ---- | ---- | ---- | ---- |
| 586  | 650  | 651  | 618  | 609  | 665  | 670  | 674  | 717  |

| 1856 | 1861 | 1866 | 1872 | 1876 | 1881 | 1886 | 1891 | 1896 |
| ---- | ---- | ---- | ---- | ---- | ---- | ---- | ---- | ---- |
| 703  | 668  | 601  | 551  | 489  | 601  | 476  | 481  | 377  |

| 1901 | 1906 | 1911 | 1921 | 1926 | 1931 | 1936 | 1946 | 1954 |
| ---- | ---- | ---- | ---- | ---- | ---- | ---- | ---- | ---- |
| 338  | 361  | 349  | 336  | 301  | 339  | 331  | 316  | 350  |

| 1962 | 1968 | 1975 | 1982 | 1990 | 1999 | 2004 | 2006 | 2009 |
| ---- | ---- | ---- | ---- | ---- | ---- | ---- | ---- | ---- |
| 294  | 281  | 317  | 269  | 278  | 292  | 277  | 266  | 264  |

| 2014 | 2019 | 2022 | - | - | - | - | - | - |
| ---- | ---- | ---- | - | - | - | - | - | - |
| 257  | 255  | 262  | - | - | - | - | - | - |

## Culture locale et patrimoine

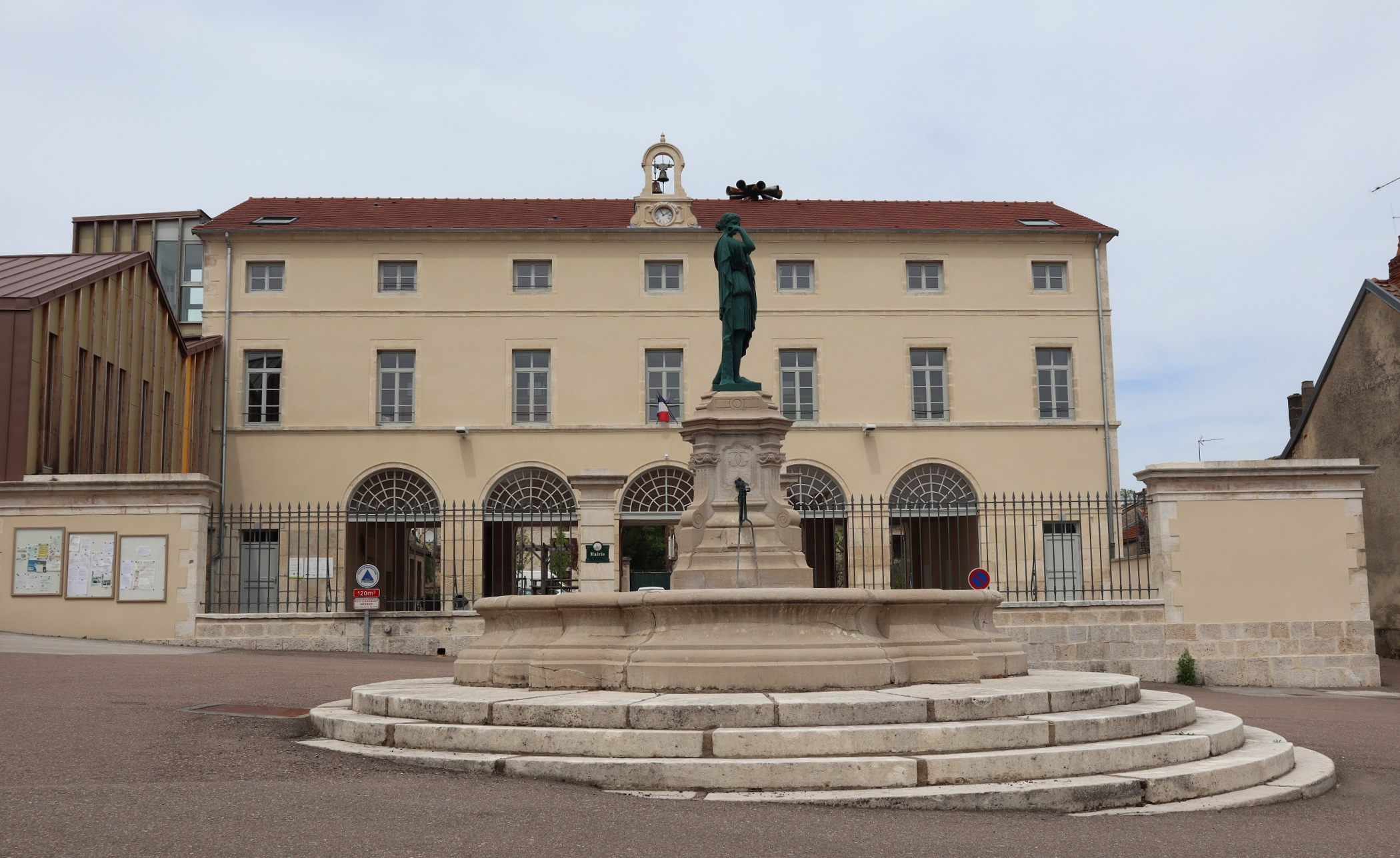
La mairie en mai 2021.

### Lieux et monuments

#### Les halles

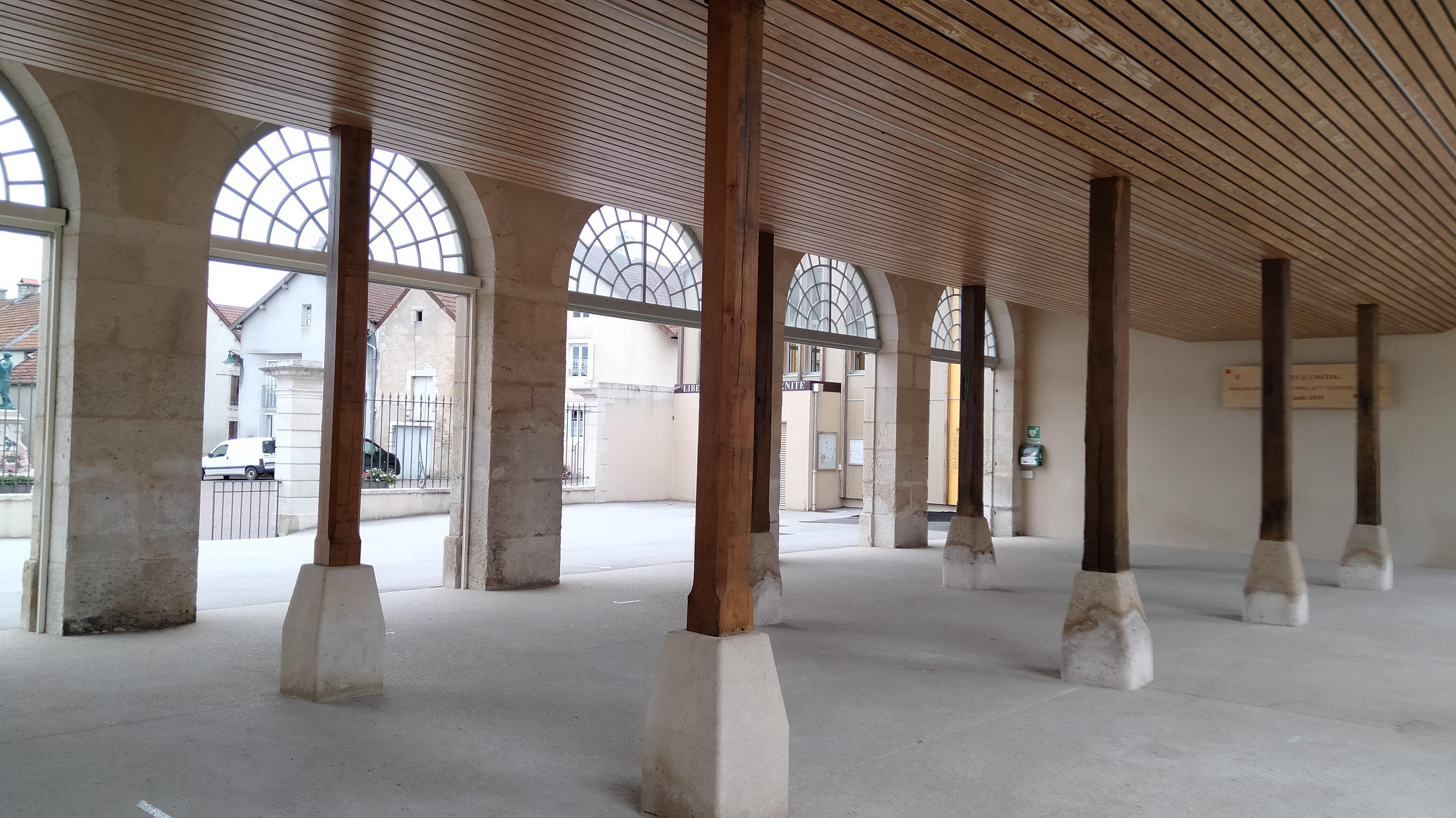
Les halles.

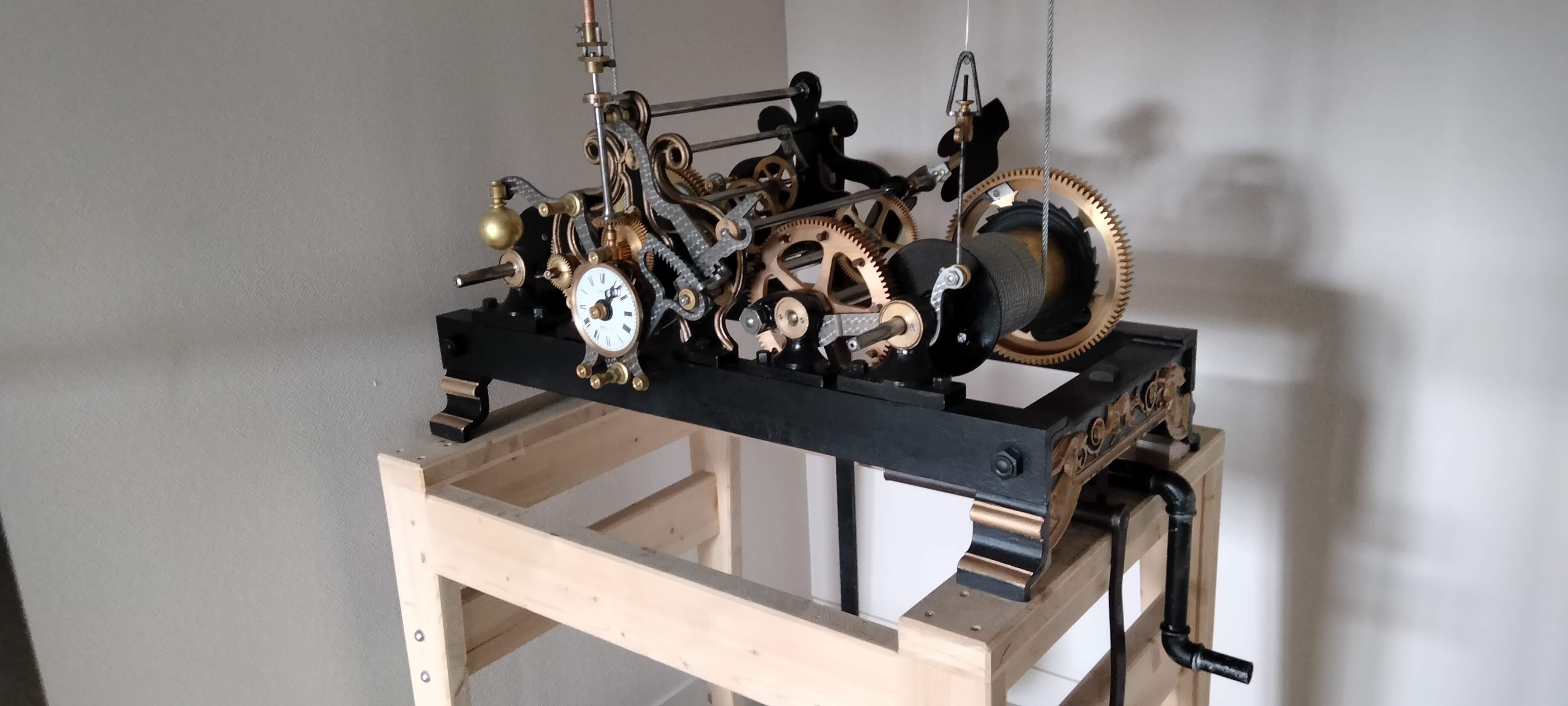
Mécanisme de l'horloge d'Odobey visible dans la mairie.

Sur la place du village se trouve le bâtiment qui accueille actuellement la mairie, les écoles et l'accueil périscolaire. Ce bâtiment fut construit en 1836 sur l'emplacement d'une ferme. Les halles étaient à l'origine ouvertes de part et d'autre pour accueillir foires et marchés. Le bâtiment abritait la salle d'audience du juge de paix, les archives, les écoles et la mairie. Ces halles ont ensuite été refermées pour des raisons d'aménagement des locaux communaux. Lors de la rénovation de l'ensemble, Les halles ont été rouvertes , elles accueillent à nouveau un marché depuis 2021. Sur le toit, une horloge datant de 1896 servait à une heure unique à l'ensemble du village. Cette horloge créée par Louis-Delphin Odobey, cadet de Morez (Jura) a été également rénovée et son mécanisme est visible dans les locaux de la maire. L'horloge, toujours en service, est remontée de manière hebdomadaire par les conseillers municipaux du village.[réf. nécessaire]

#### La fontaine
Sur la place du village, la Diane de Gabies orne la fontaine. Cette statue est une réplique en fonte d'une œuvre découverte en Italie et conservée au Musée du Louvre depuis 1820. Elle est habituellement identifiée comme Artémis, déesse vierge de la chasse et de la nature sauvage, sur la seule base de ses vêtements.[réf. nécessaire]

#### Cour du Louvre

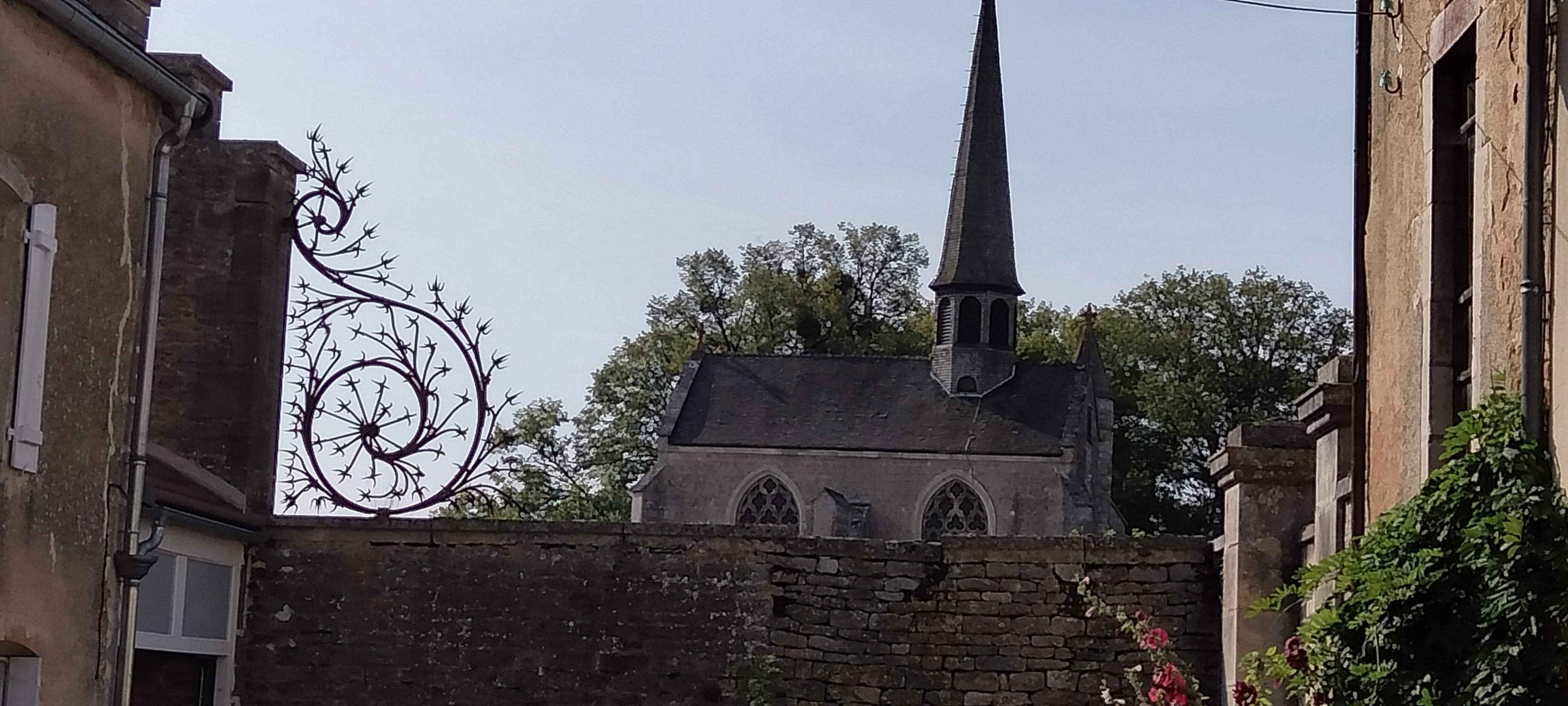
La ferronnerie de la Cour du Louvre.

La Cour du Louvre dont l'entrée est située sur la place des halles permet d'observer l'escargot en fer forgé. Ce travail de ferronnerie a été façonné au XVIIe siècle aux forges de Cussey pour Jacques Rouxel de Médavy. Dans cette cour, il est aussi possible d'observer une maison avec son toit en laves, ornées de lucarnes en œil-de-bœuf.[réf. nécessaire]

#### Grille du château

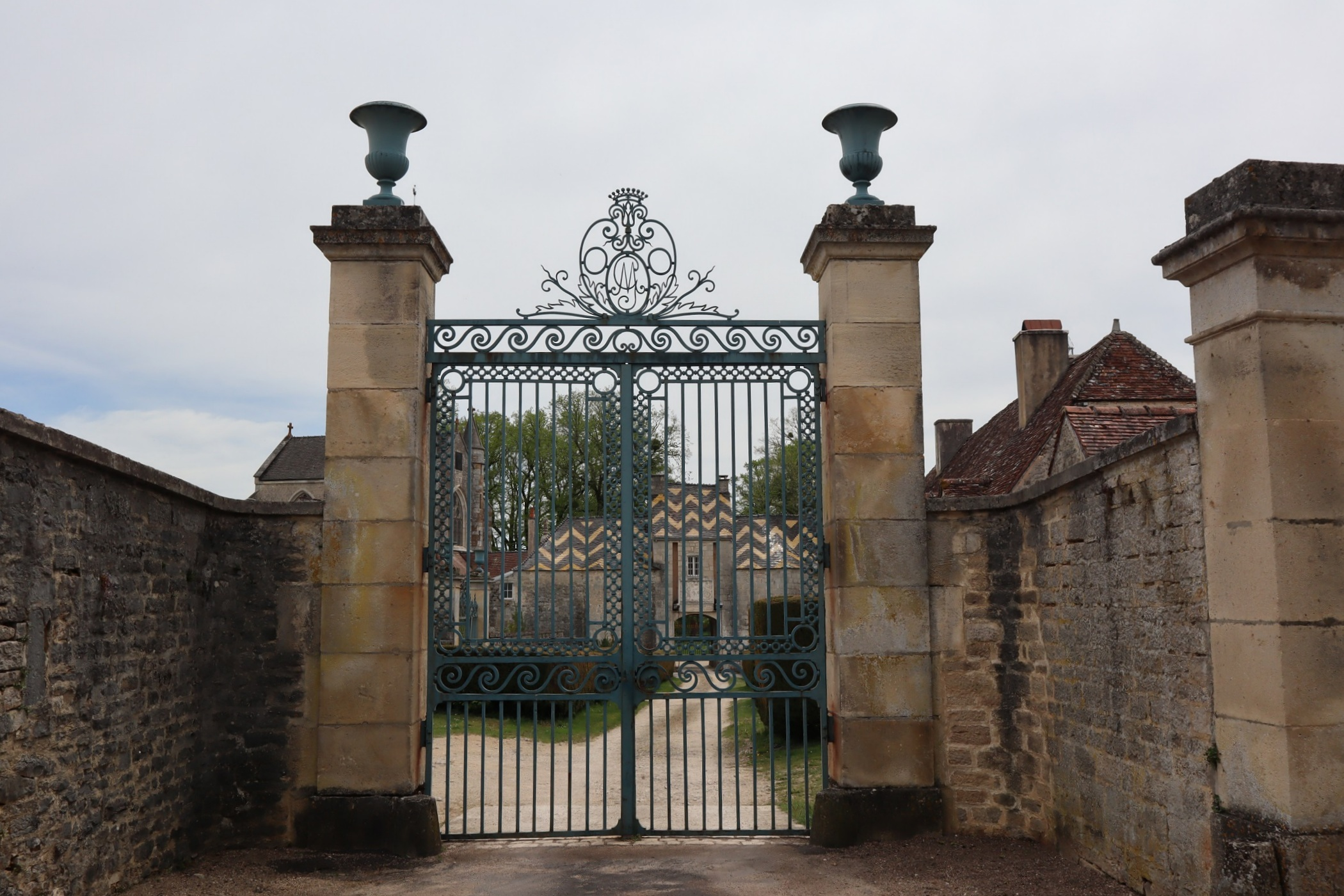
Grille d'entrée de la propriété du baron Jacques de Mandat Grancey.

En bas de la rue de Bourgogne, se situe l'entrée de la propriété privée du baron Jacques de Mandat Grancey. Cette entrée est marquée par une grille imposante provenant du château de Maizières-lès-Metz. Son fronton s'orne d'une couronne comtale et des lettres M et G entrelacées, initiales des Mandat-Grancey, nom de famille des propriétaires du château depuis la fin du XVIIIe siècle.[réf. nécessaire]

#### Le pont-levis

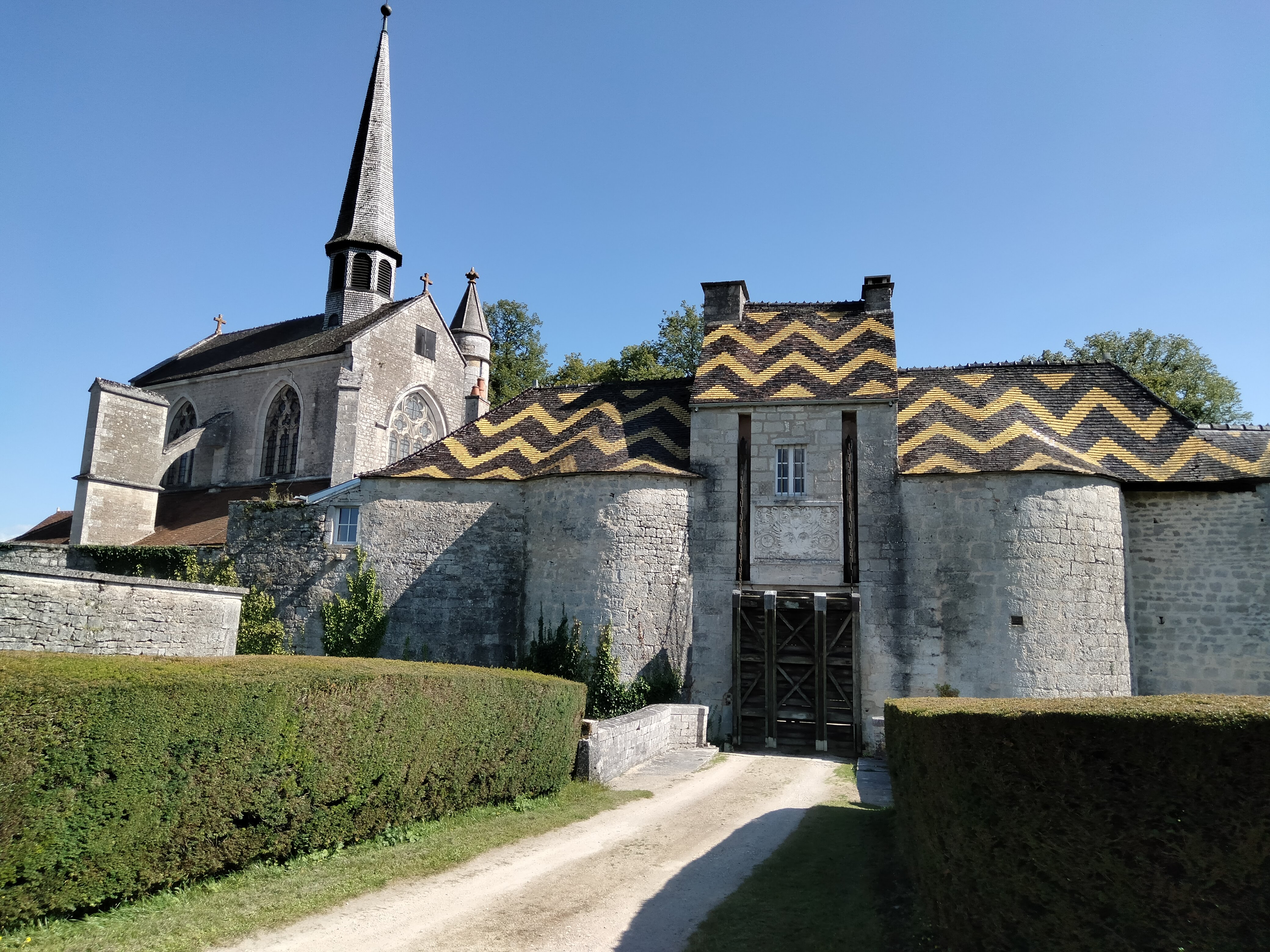
Collégiale Saint-Jean et pont-levis fermé.

Le pont-levis permet d'enjamber un fossé sec et protège l'entrée du château. Il fut remplacé, sous la révolution, par un pont fixe, mais il a été restauré sur son principe d'origine par le propriétaire actuel. En son absence, Jacques de Mandat Grancey ferme donc le pont-levis grâce à un moteur électrique.[réf. nécessaire]

#### La collégiale Saint-Jean
Cet édifice, de style gothique très pur, est devenu collégiale en 1361. Elle a été fondée par Eudes V et sa femme Mahaut de Noyers. Elle est consacrée à Saint-Jean l'Évangéliste et à la Vierge Marie. Elle a subi plusieurs modifications et rénovations au fil du temps.[réf. nécessaire]

#### Le château
Les premiers châteaux existants à Grancey ont été construits dès le XIe siècle.[réf. nécessaire]
Le château actuel, monument historique surnommé « le petit Versailles de Bourgogne », a été construit au début du XVIIIe siècle sur l'emplacement de la forteresse médiévale érigée en 1098 par Ponce de Grancey.

#### Maison duXVIIesiècle
Une maison, située rue Saint-Antoine, est particulièrement remarquable par son architecture : un toit en laves, une tour et les restes des corbeaux qui soutenaient les créneaux en pierre. Ancienne maison communale, elle fut, en son temps l'école des garçons ou encore la maison des "gens d'armes" et sa prison.[réf. nécessaire]

#### Lavoir
Toujours dans la rue Saint-Antoine, un lavoir entièrement fermé fut construit en 1867 pour les 24 laveuses du château. Il était alimenté par le trop plein de la fontaine.[réf. nécessaire]

#### Porte de Bourgogne

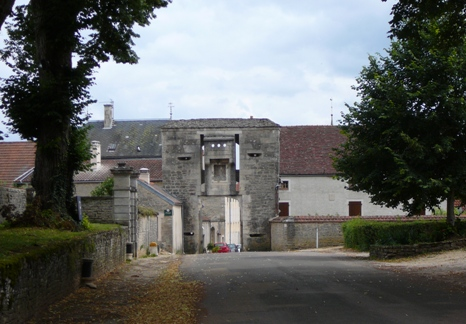
Grancey-le-Château, la porte de Bourgogne.

Cette porte fortifiée a été édifiée au XIVe siècle pour protéger l'entrée nord du village. Elle fut élargie, rehaussée en 1886 et classée monument historique en 1941. Elle était dotée d'un pont-levis qui permettait de traverser le fossé aujourd'hui caché par les jardins des propriétés. En haut, on aperçoit une niche qui accueille une statue de la Vierge à l'Enfant. Une autre porte, située à l'entrée sud du village, avant la place des Halles, était la réplique de celle-ci : la porte Sainte-Marie. Elle a été détruite vers 1840 afin de faciliter la circulation.[réf. nécessaire]

#### Allée des Tilleuls
D'une longueur d'environ un kilomètre, cette allée qui mène à la porte de Bourgogne était[Quand ?] bordée de plus de 200 arbres. Les tilleuls restants sont plus que centenaires. La légende dit qu'un seigneur de Grancey l'aurait créée en l'honneur de sa fiancée, la châtelaine de Poinson-lès-Grancey, un petit village voisin. Cette allée permettait de relier les deux châteaux et de protéger la châtelaine des rayons du soleil.[réf. nécessaire]

#### L'abreuvoir
Placé au cœur de l'allée des Tilleuls, ce monument en forme de fer à cheval fut construit en 1867 à l'initiative du comte de Grancey. Il permettait aux cheveux attelés de s'abreuver, sans gêner la circulation.[réf. nécessaire]

#### Sentier sous le Saut
Vestige d'une porte piétonne s'ouvrant sur la rue Saint-Germain et se terminant hors des murs du village par des escaliers, elle[Qui ?] ne permettait que le passage d'un seul homme de front, facilitant ainsi les contrôles des visiteurs. Elle donne accès au chemin de l'Ussiau. L'origine du nom « Ussiau » pourrait venir du mot gaulois « Uxellos » ou « Uxellum » qui voulait dire lieu élevé, lieu fortifié. C'est donc le château qui est à l'origine du nom (sentier qui menait au château).[réf. nécessaire]

#### Église de la Vierge de la Nativité (Neuvelle)
Située au cœur du village de Neuvelle-les-Grancey, à trois kilomètres, l'église de la Nativité est dominée par la flèche de son clocher recouverte d'ardoises. Celle-ci renferme un autel en bois de style Louis XV et des statues achetées en 1754 : une Vierge, un saint Blaise et un saint Fainéant.[réf. nécessaire]

#### Église Saint-Germain

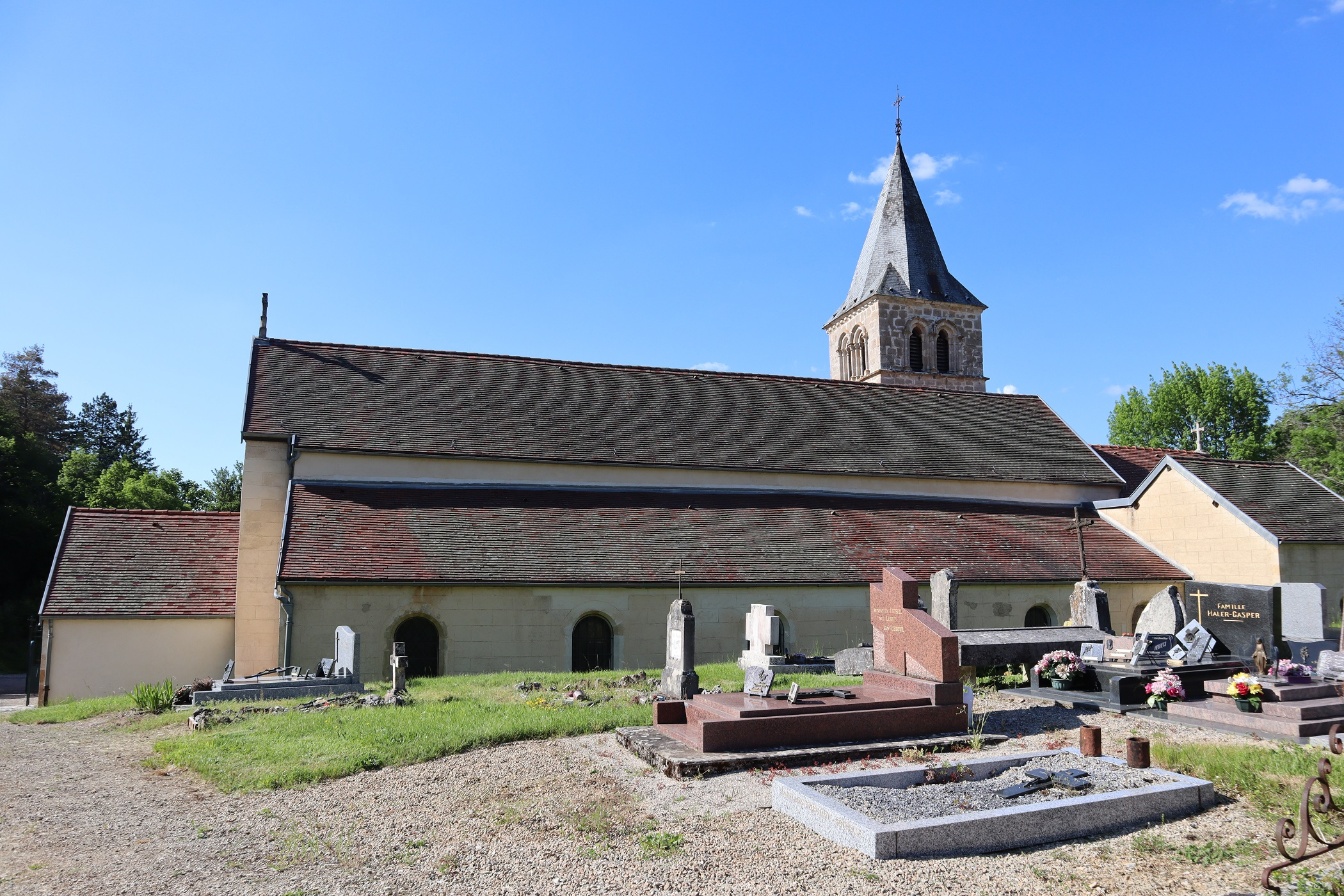
Église Saint-Germain.

L'église paroissiale Saint-Germain est située à un kilomètre du village. Elle est de style roman, c'est la plus ancienne église de la contrée. Elle pourrait dater de l'an 900, le chœur date du XIIIe siècle. L'habitat primitif devait se situer sur la colline non loin de l'église. Pour des raisons défensives, la population s'est déplacée sur l'éperon vers l'an 1000 mais le lieu de culte a subsisté. Remaniée au XVe siècle, réparée en 1874-1875, elle fut restaurée en 1934 et 1939. Il existait deux autres églises à Grancey : celle du prieuré Saint-Nicolas, démolie au XVIIIe siècle et la chapelle Saint-Jean-Baptiste qui était la chapelle de la léproserie.[réf. nécessaire]

### Patrimoine naturel

#### Les yeux de la roche qui pleure
Deux orifices dans la roche, en forme de cavités oculaires, laissent couler de l'eau en périodes de fortes pluies ou de fonte des neiges. Ce site naturel, situé à proximité du village, tient son nom de la légende de Nova : La femme d'un seigneur de Grancey serait tombée au pied des roches un jour d'automne, la veille du jour ou son époux revenait de croisades. Le seigneur y a tant pleuré sa bien-aimée que la pierre en a gardé le souvenir : deux yeux se sont ouverts dans la roche et bien souvent nous les voyons pleurer. Depuis ce jour également la combe est la Combe Octobre.[réf. nécessaire]

### Arts et architecture

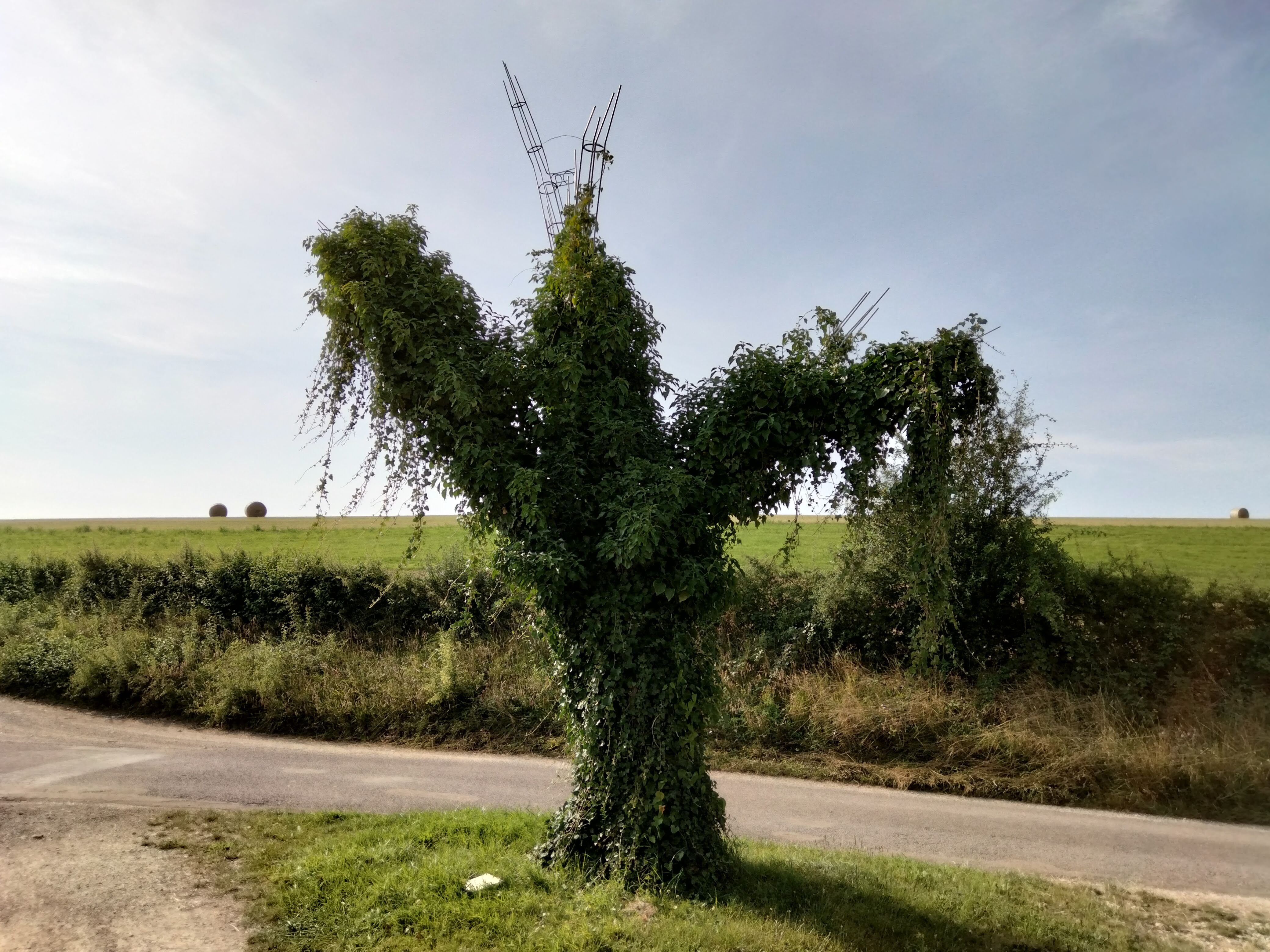
Poirier entre Grancey-le-Château-Neuvelle et Villemervry.

#### Le poirier
En 2006, le poirier situé à la frontière entre la Bourgogne et la Champagne, et qui marquait depuis longtemps le col entre Grancey-le-Château et Villemervry meurt. Dominant un paysage exceptionnel, c'était un symbole auquel les habitants étaient très attachés, le conseil municipal a donc passé commande d'une sculpture pour le remplacer. L'artiste suisse Ugo Rondinone réalise une sculpture en tubes d'acier inoxydable et reprend la silhouette du tronc et des branches principales du poirier qu'elle remplace. Cette sculpture élancée est destinée à servir de tuteur à un lierre grimpant dont les frondaisons vont donner de la chair à cette ossature pour garder la mémoire vivante de l'arbre disparu. Cette œuvre d'art a été inaugurée en 2008.[réf. nécessaire]

#### Le pavillon des oiseaux

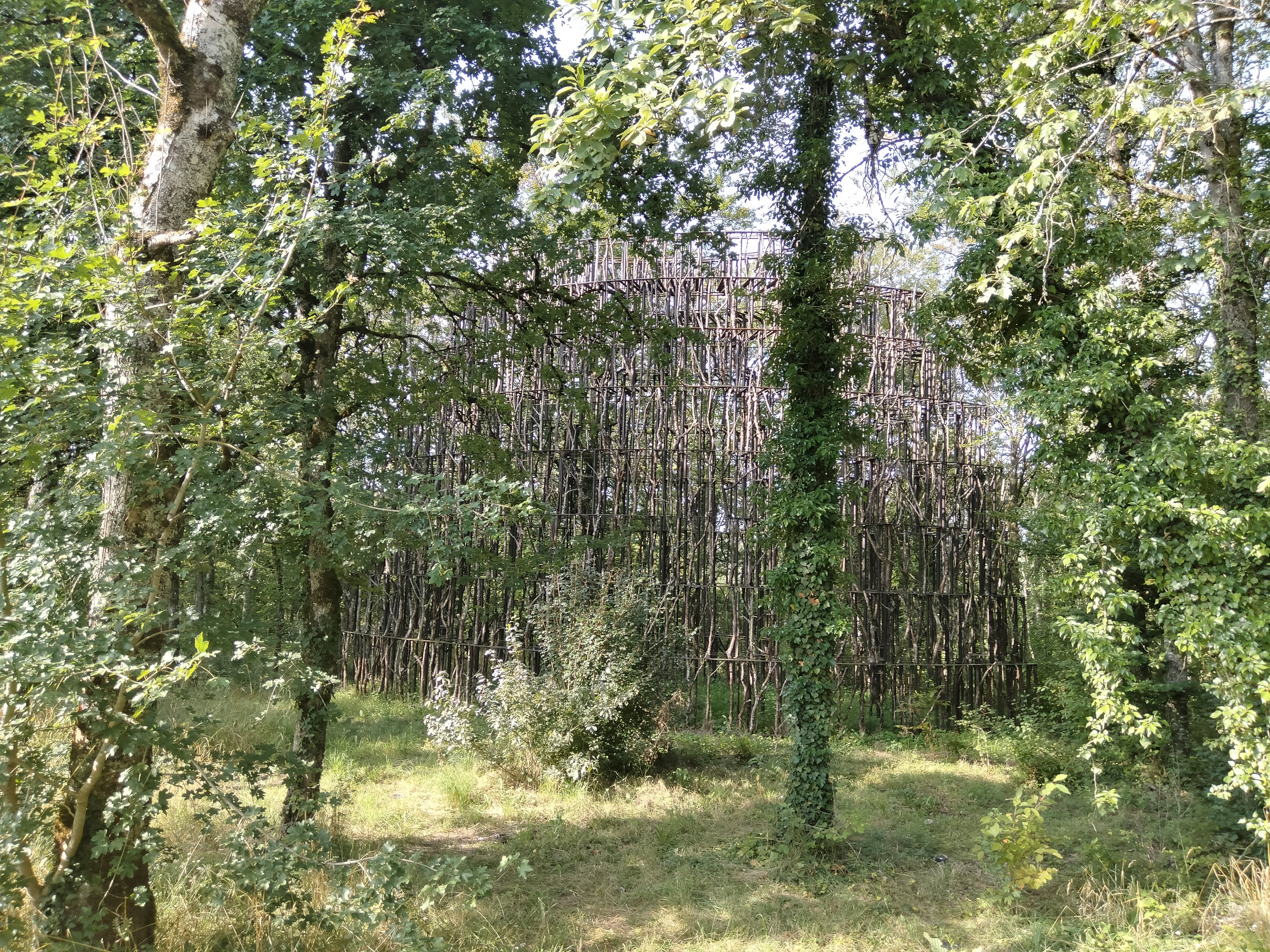
Pavillon des oiseaux, œuvre de l'architecte Patrick Berger.

Située en bordure de l'allée des Tilleuls, l'œuvre architecturale de Patrick Berger est le premier élément d'un projet en devenir de site architectural basé sur l'éthologie et les relations possibles de cohabitation homme/animal. Le double de ce pavillon des oiseaux a été présenté à la 17e Exposition internationale d'architecture de Venise en 2021.[réf. nécessaire]

### Personnalités liées à la commune
- Louis-François Rouxel, comte de Grancey, dit le « chevalier de Grancey », né en 1667 au château de Grancey, officier de marine français
- Antoine Galiot Mandat (1731-1792), militaire à Paris mort en service.
- Émile Petitot (1838-1916), missionnaire au Canada né sur la commune, géographe et linguiste.
- Adèle Garnier (1838-1924), fondatrice de la Congrégation des Bénédictines du Sacré-Cœur de Montmartre, née à Grancey-le-Château.
- Edmond de Mandat-Grancey (1842-1911), journaliste et écrivain-voyageur né à Grancey.

### Héraldique
| Blason | Blasonnement : De gueules au château de trois tours d'argent, ajouré et maçonné de sable, chargé en cœur d'un écusson d'azur au lion d'or. |

## Pour approfondir